# Eparchie rževská
Eparchie Ržev je eparchie ruské pravoslavné církve nacházející se v Rusku.

## Území a titul biskupa
Zahrnuje správní hranice území Andreapolského, Belského, Žarkovského, Zapadnodvinského, Zubcovského, Nělidovského, Oleninského, Penovského, Rževského a Toropeckého rajónu Tverské oblasti.
Eparchiálnímu biskupovi náleží titul biskup rževský a toropecký.

## Historie
Biskupský stolec ve městě Rževa Volodimirova byl zřízen na Moskevském soboru dne 26. ledna 1589. Fakticky nebyl stolec zřízen.
V letech 1923-1938 existoval rževský vikariát kalininské eparchie.
Dne 28. prosince 2011 byla rozhodnutím Svatého synodu zřízena samostatná rževská eparchie oddělením území z tverské eparchie. Stala se součástí nově vzniklé tverské metropole.
Prvním eparchiálním biskupem se stal biskup bežecký a vikář tverské eparchie Adrian (Uljanov)

## Seznam biskupů

### Tverský vikariát kalininské eparchie
- 1923–1930 Valerian (Rudič)
- 1930–1933 Nikon (Purlevskij)
- 1933–1933 Vladimir (Gorkovskij)
- 1933–1936 Palladij (Šerstěnnikov)
- 1936–1936 Alexandr (Ščukin), svatořečený mučedník
- 1936–1937 Palladij (Šerstěnnikov)

### Rževská eparchie
- 2011–2025 Adrian (Uljanov)
- od 2025 Siluan (Koněv)